# Coppa Bernocchi 1990
La Coppa Bernocchi 1990, settantaduesima edizione della corsa, si svolse il 17 agosto 1990 su un percorso di 204 km. Era valida come evento del circuito UCI categoria 1.3. La vittoria fu appannaggio dell'italiano Davide Cassani, che terminò la gara in 4h53'36", alla media di 41,689 km/h, precedendo il danese Rolf Sørensen e l'italiano Massimiliano Lelli. L'arrivo e la partenza della gara furono a Legnano.

## Ordine d'arrivo (Top 10)
| Pos. | Corridore              | Squadra      | Tempo    |
| ---- | ---------------------- | ------------ | -------- |
| 1    | Davide Cassani         | Ariostea     | 4h53'36" |
| 2    | Rolf Sørensen          | Ariostea     | s.t.     |
| 3    | Massimiliano Lelli     | Ariostea     | s.t.     |
| 4    | Camillo Passera        | Chateau d'Ax | s.t.     |
| 5    | Pëtr Ugrjumov          | Alfa Lum     | s.t.     |
| 6    | Adrie van der Poel     | Weinmann     | s.t.     |
| 7    | Flavio Giupponi        | Carrera      | s.t.     |
| 8    | Džamolidin Abdužaparov | Alfa Lum     | a 38"    |
| 9    | Giovanni Fidanza       | Chateau d'Ax | a 38"    |
| 10   | Gianluca Bortolami     | Diana        | a 38"    |